# Liga Nacional de Básquetbol (Paraguay)
La Liga Nacional de Básquetbol, también conocida simplemente por sus siglas LNB, es la máxima competición profesional masculina de baloncesto de Paraguay. Fue creada en el año 1937, y dirigida actualmente por la Confederación Paraguaya de Básquetbol. El último equipo clasificado en la temporada regular desciende a segunda división, y es reemplazado por el primer equipo de la segunda división. 
El primer torneo realizado en el país, de carácter experimental lo conquistó Club El Mbiguá en 1931, posteriormente las actividades se paralizaron por la Guerra del Chaco y la consiguiente evolución del ente federativo del basketball paraguayo.

## Liga de Baloncesto Metropolitana
La Liga de Baloncesto Metropolitana de Paraguay es el campeonato más importante de baloncesto. Es organizado por la Confederación Paraguaya de Básquetbol. 
Anualmente se realiza la Liga Top Profesional y sus ganadores son considerados campeones metropolitanos, pues sólo combinados de Asunción y alrededores compiten en la misma. Por su parte, los equipos de primera división que no logren un cupo para esta liga (reservada a los seis mejores posicionados), compiten en un torneo de menor importancia, la Copa Comuneros. Los clubes de otras zonas del país tienen el derecho a participar en la Liga Nacional, junto con los que resultaron los mejores del Top Profesional metropolitano.
Así mismo, cerca de fin de año los campeones de ambas ligas (Top y Nacional) disputan la Copa de Campeones o campeonato absoluto. El campeón de esta, consigue el derecho de jugar en el Campeonato de Clubes sudamericano.

## Equipos participantes

### Temporada 2025
| Equipo              | Recinto                              | Ciudad               |
| ------------------- | ------------------------------------ | -------------------- |
| Ciudad Nueva        | Polideportivo Luis Fernández         | Asunción             |
| Colonias Gold       | Estadio Municipal Ka'a Poty          | Obligado             |
| Deportivo Amambay   | Estadio de la FBA                    | Pedro Juan Caballero |
| Deportivo Campoalto | Polideportivo del Comando Logístico  | Asunción             |
| Deportivo Central   | Gimnasio de la Cooperativa Capiatá   | Capiatá              |
| Deportivo San José  | Polideportivo León Condou            | Asunción             |
| Félix Pérez Cardozo | Polideportivo Efigenio Gonzalez      | Asunción             |
| Guaireña            | Polideportivo Municipal de Paraguarí | Paraguarí            |
| Olimpia Kings       | Polideportivo ODD                    | Asunción             |
| San Alfonzo         | Polideportivo San Lorenzo            | San Lorenzo          |
| Sportivo Luqueño    | Polideportivo Club de Leones         | Luque                |

## Palmarés

### Era Metropolitana  - Campeones de temporada
| - 1937 Olimpia - 1938 Guaraní - 1939 Rowing Club - 1940 Guaraní - 1941 Rowing Club - 1942 Olimpia - 1943 Olimpia (Invicto) - 1944 Olimpia - 1945 Rowing Club - 1946 Olimpia - 1947 Olimpia - 1948 Olimpia - 1949 Olimpia - 1950 Olimpia - 1951 Olimpia (Invicto) - 1952 Olimpia (Invicto) - 1953 Olimpia (Invicto) - 1954 Olimpia - 1955 Olimpia - 1956 Olimpia - 1957 Olimpia - 1958 Libertad - 1959 Olimpia - 1960 Olimpia - 1961 Nacional - 1962 Cerro Porteño - 1963 Ciudad Nueva - 1964 Ciudad Nueva - 1965 Ciudad Nueva - 1966 Olimpia - 1967 Ciudad Nueva - 1968 Ciudad Nueva | - 1969 Ciudad Nueva - 1970 Olimpia - 1971 Olimpia - 1972 Libertad - 1973 Olimpia - 1974 Ciudad Nueva y Libertad - 1975 Ciudad Nueva - 1976 Olimpia - 1977 Libertad - 1978 Olimpia - 1979 Libertad - 1980 Olimpia - 1981 Olimpia - 1982 Sol de América - 1983 Sol de América - 1984 Sol de América - 1985 Ciudad Nueva - 1986 Libertad - 1987 Libertad - 1988 Olimpia - 1989 Rowing Club - 1990 Libertad - 1991 Deportivo San José - 1992 Olimpia - 1993 Deportivo San José - 1994 Sol de América (Nacional); Olimpia (Metropolitano) - 1995 Sol de América - 1996 Sol de América - 1997 Deportivo San José - 1998 Sol de América - 1999 Sol de América | - 2000 Deportivo San José - 2001 Deportivo San José - 2002 Deportivo San José - 2003 Deportivo San José - 2004 Deportivo San José - 2005 Libertad - 2006 Deportivo San José - 2007 Sol de América - 2008 Libertad - 2009 Libertad - 2010 Sol de América - 2011 Sol de América - 2012 Cerro Porteño - 2013 Libertad - 2014 Cerro Porteño - 2015 Libertad - 2016 Olimpia - 2017 Olimpia - 2018 Olimpia (Apertura) - 2018 Deportivo San José (Clausura) - 2019 Olimpia (Apertura) - 2019 Deportivo San José (Clausura) - 2020 No hubo competencia a causa de la pandemia del coronavirus. - 2021 Deportivo San José - 2022 Deportivo San José (Apertura) - 2022 Deportivo San José (Clausura) - 2023 Deportivo San José (Apertura) - 2023 Deportivo San José (Clausura) - 2024 Deportivo San José (Apertura) - 2024 Deportivo San José (Clausura) |

### Súper Copa de campeones
Lo disputan los campeones de los torneos Apertura y Clausura (aunque durante unos años enfrentaba al campeón del Top 5 y al de la Liga Nacional). Consagra al Campeón Absoluto del año y premia con un cupo para la Liga Sudamericana de Clubes.
- 2006 Deportivo San José[Obs 1]
- 2007 Sol de América[6]
- 2008 Libertad[7]
- 2009 Libertad[Obs 1][8]
- 2010 Sol de América[9][10]
- 2011 Sol de América[11]
- 2012 Cerro Porteño[Obs 1]
- 2013 Libertad[Obs 1]
- 2016 Olimpia[12]

1. 1 2 3 4  Recibe automáticamente el trofeo sin disputarlo, por ganar las dos competencias principales.

### Liga Nacional de Básquetbol
- 2017 Apertura: Olimpia
- 2017 Clausura: Olimpia
- 2018 Apertura: Olimpia[13]
- 2018 Clausura: Deportivo San José[14][15]
- 2019 Apertura:Olimpia
- 2019 Clausura: tu hermana fc
- 2022 Apertura: Deportivo San José
- 2022 Clausura: Deportivo San José
- 2023 Apertura: Deportivo San José
- 2023 Clausura: Deportivo San José
- 2024 Apertura: Deportivo San José
- 2024 Clausura: Deportivo San José

## Torneos Cortos

### Apertura y Clausura

#### Palmarés
- 2006 Apertura Deportivo San José[16]
- 2006 Clausura Deportivo San José
- 2007 Apertura Sol de América
- 2007 Clausura Deportivo San José[17]
- 2016 Apertura Libertad[18][19]
- 2016 Clausura Olimpia[20]

### Top Profesional
Anteriormente demonimado Top 4, en el 2010 aumentó a 5 los participantes, para el 2011 volvió a 4. Desde 2012 son 6 los equipos participantes.

#### Palmarés
- 2008 Libertad[21]
- 2009 Libertad[22]
- 2010 Libertad[23][24]
- 2011 Sol de América[25]
- 2012 Cerro Porteño[26][27]
- 2013 Libertad[28][29]

### Torneo Único Metropolitano
Reemplazó al Top Profesional como torneo corto en el 2014 y 2015. Al año siguiente se volvió al Top Profesional. 

#### Palmarés
- 2014 Cerro Porteño.[30][31]
- 2015 Libertad[32][33]

### Liga Nacional de clubes

#### Palmarés
- 1994 Sol de América[34]
- 2003 América de Pilar[35][36]
- 2008 Sol de América[37]
- 2009 Libertad
- 2010 Sol de América[38][39]
- 2011 Libertad[40]
- 2012 Cerro Porteño[41][42]
- 2013 Libertad[43]
- 2021 Deportivo San José
- 2022A Deportivo San José
- 2022C Deportivo San José
- 2023A Deportivo San José
- 2023C Deportivo San José
- 2024A Deportivo San José

### Copa Estadio Comuneros (torneo de nivel 2)
La Copa Estadio Comuneros lo juegan los equipos de Primera División que no accedieron al Top Profesional.

#### Palmarés
- 2008 UAA[44]
- 2009 UAA
- 2010 Cerro Porteño[45]
- 2011 Cerro Porteño
- 2012 Olimpia[46][47]
- 2013 San Lorenzo[48][49][50]
- 2014 Campoalto[51][52]
- 2015 Olimpia[53][54]

## Campeonatos por equipo
Los campeones de títulos absolutos y ganadores de torneos.
| Club                | Primera División | Metrop. | Top Prof. | Liga Camp. | Aper/Clau | Comuneros |
| ------------------- | ---------------- | ------- | --------- | ---------- | --------- | --------- |
| Olimpia             | 34               | 0       | 0         | 0          | 1         | 2         |
| Deportivo San José  | 18               | 0       | 0         | 0          | 6         | 0         |
| Libertad            | 13               | 0       | 4         | 3          | 1         | 0         |
| Sol de América      | 11               | 0       | 1         | 2          | 1         | 0         |
| Ciudad Nueva        | 9                | 0       | 0         | 0          | 0         | 0         |
| Rowing Club         | 4                | 0       | 0         | 0          | 0         | 0         |
| Cerro Porteño       | 3                | 2       | 1         | 1          | 0         | 2         |
| Guaraní             | 2                | 0       | 0         | 0          | 0         | 0         |
| Nacional            | 1                | 0       | 0         | 0          | 0         | 0         |
| América de Pilar    | 1                | 0       | 0         | 0          | 0         | 0         |
| CNR El Mbiguá*      | 1                | 0       | 0         | 0          | 0         | 0         |
| UAA                 | 0                | 0       | 0         | 0          | 0         | 2         |
| San Lorenzo         | 0                | 0       | 0         | 0          | 0         | 1         |
| Deportivo Campoalto | 0                | 0       | 0         | 0          | 0         | 1         |

## Ascenso
| Año   | Campeón                  | Subcampeón               | Observaciones |
| ----- | ------------------------ | ------------------------ | --- |
| 2009  | Cerro Porteño            | Vencedor                 | |
| 2010  | Vencedor                 | Fomento de Barrio Obrero | |
| 2011  | Campoalto                | Fomento de Barrio Obrero | |
| 2012  | Fomento de Barrio Obrero | APAC Cristo Rey          | - Ascendió el vice porque el campeón no cumplía requisitos. - Campoalto no descendió por la ampliación de clubes en Primera. |
| 2013  | Sportivo Luqueño         | Arca Basket              | |
| 2014  | Los Laureles             | Deportivo Concepción     | El campeón decidió no ascender.[cita requerida]                                                                              |
| 2015. | Rowing Club              | Los Laureles             | El campeón decidió no ascender.                                                                                              |
| 2016  | ---                      |                          | No se disputó, pero Dvo. Capiatá fue en 2017 admitido en Primera.                                                            |
| 2017  |                          |                          | |